# フランス館 (エプコット)
フランス館（フランス・パビリオン France Pavilion）は、アメリカ合衆国フロリダ州のウォルト・ディズニー・ワールド・リゾートにあるディズニーパーク「エプコット」のワールド・ショーケースの一部である。パビリオンは、モロッコ館とイギリス館の間に位置している。

## 配置
フランス館は、パリの街並みを再現しており、エッフェル塔のレプリカなどが存在している。

## アトラクションとサービス

### アトラクション
- インプレシオン・デ・フランス（Impressions de France）: モン・サン・ミシェルなどフランスの美しい風景を180度のパノラマ映像とクラシック音楽で楽しめるシアター。
- 美女と野獣のシングアロングショー（Beauty and the Beast Sing-Along）: 2018年11月17日にフランス館に映画『美女と野獣』のシングアロングショーをオープン予定と発表[1]し、2020年1月17日にオープン[2]。アニメ映画の映像が使用される。
- レミーのラタトゥイユ・アドベンチャー（Remy’s Ratatouille Adventure）: ウォルト・ディズニー・ワールド50周年を記念し映画『レミーのおいしいレストラン』をテーマにした4Dアトラクション[3][1]。ウォルト・ディズニー・スタジオ・パークにも同じアトラクションが存在する。2021年10月1日オープン。

### レストラン
- シェフ・デ・フランス（Les Chefs de France）
- ムッシュー・パウル（Monsieur Paul）
- ブランジェリ・パティシェリ（Boulangerie Pâtisserie des Halles）
- ラ・クレパリー・ド・パリ (La Creperie de Paris)

### エンターテインメント
- セルビュール・アミュザン（Serveur Amusant）: 椅子を使った大道芸[4]
- リビング・スタチュー（Living Statue）: 石像のふりをして突然動いたりするパフォーマー

### キャラクター・グリーティング
- ベル（美女と野獣）
- ビースト（美女と野獣）
- オーロラ姫（眠れる森の美女）